# Lithacodia tineodes
Lithacodia tineodes là một loài bướm đêm trong họ Noctuidae.